# Branko Cikatić
Branko Cikatić (Split, 4 oktober 1955 – Solin, 22 maart 2020) was een Kroatisch kickbokser. Hij was de eerste Kroatische vechtsporter die wereldwijd succes en roem kende. Zijn bijnaam was 'de Kroatische tijger'. Hij was de eerste K-1 World Grand Prixkampioen, een toernooi dat werd gehouden op 30 april 1993 in Japan.
Cikatić verraste de martialartswereld door de wijze waarop hij het 1993 K-1 Grand Prix-toernooi won, door alle drie zijn tegenstanders in één avond te verslaan, met inbegrip van Ernesto Hoost in de laatste wedstrijd. Cikatić was de oudste winnaar van de K-1 Grand Prix met 38 jaar en 208 dagen.
Naar het einde van zijn loopbaan toe speelde hij een schurk in de film Skyscraper van 1996, met Anna Nicole Smith.

## Titels
- 5 maal Europees kickbokskampioen
- 4 maal wereldkampioen
- 1993 K-1 World Grand Prixkampioen